# Ignácio Bernal e García Pimentel
Ignacio Bernal e García Pimentel (Paris, França, 13 de fevereiro de 1910 - Cidade de México, 24 de janeiro de 1992) foi um antropólogo, pesquisador, doutor em arqueologia e académico mexicano.

## Estudos
Filho de pais mexicanos, Rafael Bernal Bernal e Rafaela García Pimentel quem era filha de Luis García Pimentel e neta de Joaquín García Icazbalceta. Realizou os seus primeiros estudos no Colégio Franco Inglês da Cidade de México e no Loyola College dos jesuitas em Montreal. Estudou Jurisprudencia na Escola Livre de Direito da Cidade de México, após ontentar durante vários anos o sucesso em diferentes negócios, decidiu ingressar na Escola Nacional de Antropologia e História em 1946, obteve o mestrado em Ciências antropológicas e em 1949 o doutorado em Arqueologia na Universidade Nacional Autónoma de México. Após ter realizado diversas investigações e exercido diferentes cargos directivos, em 1975 obteve o mestrado em artes pela Universidade de Cambridge em Inglaterra.

## Investigações
Foi discípulo e colaborador de Alfonso Caso, as suas primeiras investigações realizou-as na zona arqueológica de Monte Albán e continuou em Coixtlahuaca e Tamazulapan. Utilizou um método combinado de etnohistoria e arqueologia para realizar os seus trabalhos, os quais se centraram no estudo do desenvolvimento das culturas zapoteca e mixteca, desde os períodos remotos até ao pós-clássico.
Bernal identificou mais de 200 achados arqueológicos no Vale de Oaxaca, orientou as escavações de Yagul e Dainzú. Na década de 1960 foi o director do projecto de escavação e restauração da zona arqueológica de Teotihuacan.

## Cargos desempenhados
- Chefe do Departamento de Antropologia do Mexico City College (1948-1959)
- Presidente da Quinta Mesa Redonda da Sociedade Mexicana de Antropologia (1951)
- Secretário geral do Instituto Nacional de Antropologia e História (1954-1955)
- Secretário da Sociedade Mexicana de Antropologia (1954-1962)
- Director de Cooperação Intelectual da Secretaria de Educação Pública (1955)
- Conselheiro Cultural da Embaixada de México em #o França (1955-1956)
- Delegado Permanente de México ante a Unesco (1955-1956)
- Director de Monumentos Prehispánicos do INAH (1956-1958)
- Membro da Comissão Internacional de Monumentos da Unesco, ICOMOS (1956-1968)
- Membro Nacional de ICOMOS (1967-1992)
- Subdirector Geral do Instituto Nacional de Antropologia e História (1958-1968)
- Presidente da LVIII Reunião Anual da American Anthropological Association, México (1959)
- Director do Projecto Teotihuacan (1962-1964)
- Presidente do XXXV Congresso Internacional da Sociedade de Americanistas (1962)
- Director do Corpus Antiquitatum Americanesium (1965-1992)
- Conselheiro do Centro de Estudos Históricos de México (1965-1992)
- Presidente da XI Mesa Redonda da Sociedade Mexicana de Antropologia, México (1965)
- Membro da Comissão Mexicana para a Unesco (1966-1992)
- Presidente da Comissão do Prêmio Nacional de Arte (1967)
- Presidente da Comissão de Monumentos do INAH (1968-1971)
- Director Geral do INAH (1968-1971)
- Conselheiro Honorario da American Indian Foundation de Nova York (1968-1990)
- Conselheiro Honorario, CEDAM (1967-1970)
- Presidente da Secção de Antropologia Instituto Panamericano de Geografia e História, IPGH (1968-1969)
- Comissário Geral de México ante a Unesco (1968-1970)
- Presidente da Society for American Archeology (1968-1969)
- Presidente da Comissão de História do IPGH (1969-1974)
- Presidente do Projecto Alemão Mexicano Povoa-Tlaxcala (1969-1975)
- Presidente do Comité Nacional Mexicano do ICOMOS (1967-1970)
- Vicepresidene do Conselho Internacional da Filosofia e das Ciências Humanísticas (1971-1975)
- Membro do Conselho do Museu Frisell, Mitla, Oaxaca (1970-1992)
- Membro do Comité Executivo da International Union of Anthropological and Ethnological Sciences (1972-1992)
- Membro do Conselho do Instituto Israelita (1975-1992)
- Fellow Corpus Christi College da Universidade de Cambridge (1975-1976)
- Membro do Patronato do Instituto Hispano Mexicano (1975-1992)
- Membro do Comité Mexicano de História da Arte (1976-1992)
- Sócio de Honra do Instituto Cultural Domecq (1977-1992)
- Membro do Conselho do Instituto Mexicano Norte-americano de Relações Culturais (19778-1992)
- Sócio Estrangeiro da National Academy of Sciences (1980-1992)
- Pesquisador do Instituto de Investigações Antropológicas (1980-1992).[3][5]

## Museus
- Director Geral do Museu Nacional de Antropologia (1962-1968 e 1970-1977)
- Membro do Patronato do Museu Franz Mayer (1973-1992
- Membro do Patronato do Museu de Minneapolis Estados Unidos (1977-1992)
- Membro do Comité de Sponsors do Museum of American Indian, Nova York (1978-1992).[5]

## Colaborador em publicações e revistas
- Co-director da Revista Tlalocan (1962-1971)
- Co-director do Boletim do INAH (1964-1968)
- Co-editor, Secção Arte Pré-hispánico, Handbook of Latin American Studies, Library of Congress, Washington D.C. (1956-1958)
- Conselheiro de revista-a Artes de México (1968-1984)

## Docência
- Professor da Universidade Nacional Autónoma de México (1948-1990)
- Professor hopesdado em:

University of Texas (USA), 1954
Universidade de Paris, Sorbone, 1956
Universidade de Porto Rico, 1957
Universidade de Miami, 1958
Universidade de Califórnia at Berkeley, 1958
Harvard University, 1958
University of Oregon, 1963
University of London, Inglaterra, 1965 e 1976
O Colégio de México
Ricker Lecturer, Universidade de Arizona, março de 1971
Regents Lecture, Universidade de Califórnia, abril de 1972
Simón Bolívar Professor of Latin American Studies
University of Cambridge, 1975-1976
University of Oxford, 1976
University of Essex, 1976
- Professor Honorario da Universidade das Américas (1976-1992)

## Académico e prêmios recebidos
Ingressou no Colégio Nacional em  4 de abril de 1969 com o discurso "Tehotihuacan e os destinos mexicanos". Foi membro da Academia Mexicana da Língua. Foi membro da Academia Mexicana da História, ocupou o cadeirão 14 de 1962 a 1992. Recebeu o Prémio da Legião de Honra em  França em 1964. Foi ganhador do Prémio Nacional de Ciências e Artes no área de História, Ciências Sociais e Filosofia em 1969. Recebeu a Ordem Real de Vitória de Grã-Bretanha em 1975, bem como diversos reconhecimentos e honras de Itália, Alemanha, Dinamarca, Bélgica, Jugoslávia, Países Baixos e Senegal. Em 1971 ganhou a medalha Lucy Wharton Drexel da sociedade de Manhattan e em 1986 a medalha Kidder.

## Obras
Foi autor de mais de 260 publicações de arqueologia mesoamericana e de várias obras, entre as que destacam:
- A cerâmica preclásica de Monte Albán (1946)
- A cerâmica de Monte Albán IIIa (1949)
- Introdução à Arqueologia (1952)
- Explorações em Cuilapan de Guerreiro (1958)
- Tenochtitlán numa ilha (1959)
- Ancient Mexico in Colour (1968)
- Cem Obras Mestres do Museu Nacional de Antropologia e História (1969)
- Arte precolombino da América Central (1971)
- História da Arqueolgía em México (1979).